# Teluk Piyai
Teluk Piyai is een bestuurslaag in het regentschap Rokan Hilir van de provincie Riau, Indonesië. Teluk Piyai telt 4170 inwoners (volkstelling 2010).